# Kristian Álvarez
Kristian Omar Álvarez Nuño (Zapotlanejo, 20 aprile 1992) è un calciatore messicano, difensore dell'Atlético La Paz.

## Carriera

### Club
Esordisce nel 2010 in prima squadra.

### Nazionale
Nel 2011 viene convocato nell'Under-20 per prendere parte al campionato mondiale di categoria.